# 請文
請文（うけぶみ）は、請状（うけじょう）・請書（うけしょ）とも呼ばれ、上位者に対してあることを実行したことを報告する、あるいはあることを約束するために作成された上申文書。

## 概要
元は上申文書である解の形式で作成されていたが、後には申文の形式も用いられるようになった。文章は丁寧な書式で、文中に「請」「承」などの語を含み、宛所を記さないのを特徴とする。
上官への報告や職の補任を通じた請負契約の誓約などを行う際に用いられた。前者の代表的なものとして守護地頭から幕府への報告や執権・連署らが将軍の命令に承った旨の報告を行う際などに用いられ、後者は預所・公文・名主などが領主から補任された際に年貢・公事の上納などの義務を果たすことを誓約する際に行われた。